# 作客入球優惠制
作客入球優惠制是足球競賽中的一種規則，用在主客場制的淘汰賽上，若對賽兩支球隊經過兩場90分鐘的比賽，兩場的比數加起來仍是平手的話，那麼在作客比賽時入球較多的一隊將勝出，如需進行加時賽，則加時後亦適用。

## 範例
例子1：
在2013年亞足聯冠軍聯賽決賽上
第一回合首尔FC在主場以2比2平广州恒大
第二回合广州恒大在主場以1比1平首尔FC
兩回合合計雙方是3比3平手，但因為广州恒大在客場入了2球，而首尔FC隊在客場进了1球，所以广州恒大隊憑著作客入球較多而勝出。
例子2：
在2016–17年歐洲冠軍聯賽16強賽
第一回合曼城在主場以5比3勝摩納哥
第二回合摩納哥在主場以3比1勝曼城
兩回合合計雙方是6比6平手，但因為摩納哥在客場入了3球，而曼城在客場只入了1球，所以摩納哥隊憑著作客入球較多而勝出。
例子3：
在2014–15年歐洲冠軍聯賽16強賽
第一回合巴黎聖日耳門在主場以1比1賽和車路士
第二回合車路士在主場法定90分鐘亦以1比1賽和巴黎聖日耳門
兩回合合計雙方是2比2平手，雙方在客場各入了1球，故須在車路士主場的第二回合進行加時，結果加時賽雙方再各入1球，總比數打成3比3平手，但因巴黎聖日耳門在加時賽增添多1球作客入球，所以憑著作客入球較多而勝出。
例子4：
在2019–20年歐洲聯賽32強賽
第一回合阿仙奴在客場以1比0勝奧林比亞高斯
第二回合奧林比亞高斯在客場法定90分鐘亦以1比0勝阿仙奴
兩回合合計雙方是1比1平手，雙方在客場各入了1球，故須在阿仙奴主場的第二回合進行加時，結果加時賽雙方再各入1球，總比數打成2比2平手，但因奧林匹克科斯在加時賽增添多1球作客入球，所以憑著作客入球較多而勝出。
例子5：
在2019年亞洲足協盃跨區決賽
4.25體育會以首回合在客場以2比2逼和河內FC
河內FC僅在次回合跟4.25體育會踢成0比0
最終4.25體育會以兩球作客入球晉身2019年亞洲足協盃決賽。
很多採取主客兩回合制的賽事，如：南美自由盃（2005年開始採用）、南美球會盃、中北美洲及加勒比海國家聯賽的淘汰賽階段、世界盃、歐洲足球錦標賽的外圍賽附加賽、以及英格蘭聯賽盃準決賽都採用了這一規則，但採用主客兩回合制的英格蘭各級聯賽的升級附加賽準決賽，則不採用此規則。

## 爭議及取消
作客入球的採用被認為能夠鼓勵作客球隊進攻，增加比賽的可看性。但相反，為了不想在主場失球，此制度也驅使一些主場球隊踢防守足球。在作客入球優惠制制訂前，若兩隊球隊在首、次回合未能分出勝負，兩隊將會在中立球場進行附加賽。
在2019冠狀病毒病疫情下，閉門作賽大減主客差異或中立場比賽幾乎使主客差異完全消失，加上作客入球在部分比賽的加時賽仍適用，對先客後主的球隊明顯不利，部分甚至乎或為此而採用消極戰術應賽。
為此，2021年6月24日，歐洲足協宣布包括歐聯、歐霸、歐協聯及女子歐聯在內的歐洲球會賽，在2021/22球季開始將不用作客入球優惠制，兩回合賽事總比數打成平手的話，將會進入加時30分鐘，加時賽若維持打平，就會以互射12碼分勝負；意味客隊在任何情況下均不會因為取得入球而享有優於主隊的晉級機會。歐洲足協會長施費連直言作客入球優惠制現時反倒影響球賽的可觀性，多年亦有不少批評聲音，「當年推行作客入球優惠是為了增添可觀性，如今卻背道而馳，不少球隊在主場出戰踢得更加保守，擔心對方取得作客入球，影響出線形勢。另外，當加時階段的時候，一旦客隊取得入球，主隊一方需要攻入兩球，對主隊並不公平。」

## 其他項目
凡是有主客場制度的，都會有類似的制度，例如籃球有「作客得分」的項目，但大多數比賽都未有採用。